# Remseck am Neckar
Remseck am Neckar är en stad i Landkreis Ludwigsburg i regionen Stuttgart i Regierungsbezirk Stuttgart i förbundslandet Baden-Württemberg i Tyskland.
Staden bildades 1 januari 1975 genom en sammanslagning av kommunerna Aldingen, Hochberg, Hochdorf, Neckargröningen och Neckarrems i Aldingen am Neckar. Namnet ändrades 1 juli 1977 till det nuvarande.